# Blakea alternifolia
Blakea alternifolia là một loài thực vật có hoa trong họ Mua. Loài này được (Gleason) Gleason mô tả khoa học đầu tiên năm 1945.